# Claes Turitz
Claes Turitz, född 28 maj 1928 i Göteborg, död 1 april 2005 i Särö, var en svensk seglare och direktör. Han tävlade för Göteborgs KSS. 
Turitz avlade studentexamen 1948 på Lundsberg och blev juris kandidat på Uppsala universitet 1954. Samma år blev han anställd på Ferd. Lundquist & Co och från 1961 var Turitz verkställande direktör.
Turitz tävlade för Sverige vid olympiska sommarspelen 1960 i Rom, där han tillsammans med Bengt Sjösten och Carl Göran Witting slutade på femte plats i 5,5 metersklassen.
Han var son till Herman Turitz och Tora Pettersson. Han gifte sig 1956 med Barbro Rydberg (född 1932) och fick två barn; en dotter (född 1959) och en son (född 1964).